# Lijst van rijksmonumenten in Maasbracht
De plaats Maasbracht telt 7 inschrijvingen in het rijksmonumentenregister. Hieronder een overzicht.
| Object | Oorspronkelijke functie?  | Bouwjaar                                             | Architect | Locatie         | Coördinaten?                 | Nr.?   | Afbeelding        |
| --- | ------------------------- | ---------------------------------------------------- | --------- | --------------- | ---------------------------- | ------ | ----------------- |
| 'Mispadenhof' | Boerderij                 | 17e-19e eeuw                                         |           | Hofstraat 25    | 51° 8' 57" NB, 5° 54' 5" OL  | 26518  | Meer afbeeldingen |
| Sint-Gertrudiskerk | Kerk en kerkonderdeel     | 14e eeuw                                             |           | Kerkplein 1     | 51° 8' 59" NB, 5° 53' 15" OL | 26519  | Meer afbeeldingen |
| Kapel O.L.V. van Lorette | Kapel                     | mogelijk 1712                                        |           | Tergouwen 4     | 51° 8' 45" NB, 5° 54' 6" OL  | 26521  | Meer afbeeldingen |
| Heiligenbeeldhuisje | Kapel                     | 18e eeuw                                             |           | Heerenweg       | 51° 8' 57" NB, 5° 54' 3" OL  | 26523  | Upload foto       |
| Leonardusmolen | Industrie- en poldermolen | 1864/67-2000                                         |           | Molenweg bij 80 | 51° 8' 37" NB, 5° 53' 30" OL | 419583 | Meer afbeeldingen |
| Terrein waarin resten van een Romeinse Villa, resten van bewoning uit de Vroege Middeleeuwen, resten van bewoning uit de Late IJzertijd | Archeologisch monument    | Romeinse tijd, vroege middeleeuwen en late ijzertijd |           |                 | 51° 9' 2" NB, 5° 54' 44" OL  | 47117  | Upload foto       |
| Villa | Woonhuis                  | eind 19e eeuw                                        |           | Havenstraat 17  | 51° 8' 45" NB, 5° 53' 10" OL | 522194 | Villa             |